# トゥーランドット (小惑星)
トゥーランドット (530 Turandot) は小惑星帯に位置する小惑星である。ハイデルベルク天文台のマックス・ヴォルフによって発見された。
ジャコモ・プッチーニのオペラ『トゥーランドット』に因んで命名された。